# Phaeoura quernaria
Phaeoura quernaria är en fjärilsart som beskrevs av Smith 1797. Phaeoura quernaria ingår i släktet Phaeoura och familjen mätare. Inga underarter finns listade i Catalogue of Life.